# Monument aux morts de Couthures-sur-Garonne

Le monument aux morts est situé au croisement des rues des Tilleuls et de la Poste, à Couthures-sur-Garonne, département de Lot-et-Garonne.

## Historique
Avant le début de la Première Guerre mondiale, la commune de Couthures-sur-Garonne comptait 792 habitants. 33 sont morts au cours de la guerre.
Le conseil municipal a confié au sculpteur Lagueins la réalisation du monument aux morts.
Ce monument aux morts est inscrit au titre des monuments historiques le 21 octobre 2014,.